# Вальдес, Зоэ
Зоэ́ Вальде́с (исп. Zoé Valdés, 2 мая 1959, Гавана) — кубинская писательница.

## Биография
Училась в Гаванском педагогическом институте, однако учёбу не окончила. Год проучилась на филологическом факультете Гаванского университета, бросила учёбу.
В 1983—1988 работала в ЮНЕСКО в Париже. Вернувшись на Кубу, стала работать в кино, писала киносценарии.
В 1990—1995 — заместитель главного редактора журнала Кубинское кино. Оставила и эту должность, с 1995 обосновалась в Париже, где живёт в настоящее время со своим третьим мужем и дочерью. Имеет гражданство Испании и Франции.

## Творчество
Начинала как поэт (книги Отклик, дарящий жизнь; Я все отдам за тень, обе — 1986). Автор более 15 романов, самый известный из которых — Повседневные пустяки (1995, премия Либература, Франкфурт), эссе, книг для детей.

## Издания
- 2013 — La mujer que llora, роман (Барселона; премия Асорина)
- 2010 — El todo cotidiano, роман (Барселона)
- 2008 — Фидель-роман/ La ficción Fidel, роман-эссе (Барселона)
- 2007 — La cazadora de astros, роман (Барселона)
- 2006 — Bailar con la vida, роман (Барселона)
- 2004 — Вечный миг/ La eternidad del instante, роман (Барселона)
- 2003 — Морские волчицы/ Lobas de mar, роман (Барселона)
- 2001 — Чудесное происшествие в Майами/ Milagro en Miami, роман (Барселона)
- 2000 — El pie de mi padre, роман (Париж)
- 1999 — Querido primer novio, роман (Барселона)
- 1999 — Cuerdas para el lince, стихотворения (Барселона)
- 1998 — Переносчики красоты/ Traficantes de belleza, новеллы (Барселона)
- 1997 — Кафе «Ностальгия»/ Café Nostalgia, роман (Барселона)
- 1997 — Los poemas de la Habana, стихотворения
- 1996 — Te di la vida entera, роман (Барселона)
- 1996 — Разъяренные ангелы/ Cólera de ángeles, роман
- 1996 — Вагон для курящих/ Vagón para fumadores, стихи
- 1995 — Повседневные пустяки/ La nada cotidiana, роман (Париж)
- 1995 — Дочь посла/ La hija del embajador, роман
- 1993 — Голубая кровь/ Sangre azul, роман
- 1986 — Todo para una sombra, стихотворения
- 1986 — Respuestas para vivir, стихотворения

## Вальдес против Маркеса
Неоднократно обвиняла Г. Маркеса в применении двойных стандартов и поддержке режима Фиделя Кастро, "разорившего страну и принесшего кубинцам столько несчастий".

## Признание
Книги переведены на многие языки мира. Лауреат латиноамериканских, испанских и европейских премий. Входила в жюри Каннского МКФ (1998). Кавалер французского Ордена искусств и литературы (1999).

## Публикации на русском языке
- Детка. СПб: Лимбус Пресс, 1999
- Кафе Ностальгия. СПб: Амфора. 2001